# Hyas lyratus
Hyas lyratus (лат.) — вид морских крабов из рода Hyas семейства Oregoniidae надсемейства Majoidea. Обитает в восточной части Тихого океана у побережья Канады. Донное животное. Среди его естественных врагов тихоокеанская треска (Gadus macrocephalus) и Hemilepidotus jordani. Охранные статус вида не оценивался, он безвреден для человека и не является объектом промысла.